# Silberling

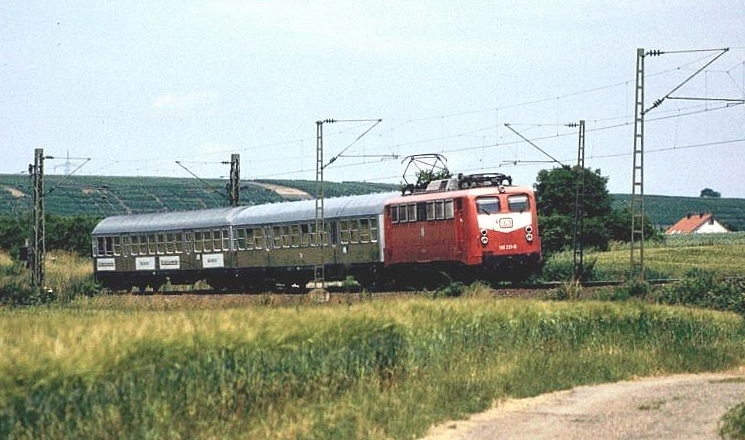
Silberling kocsik egy regionális vonatban

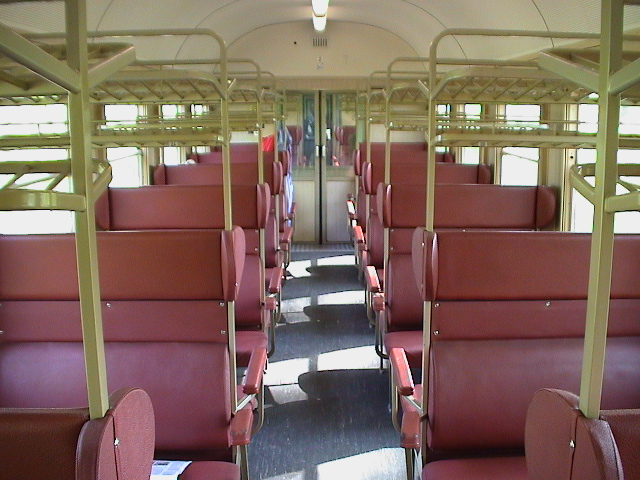
Eredeti kocsibelső

A Silberling kocsi egy német vasúti személykocsi típus. Nevét a rozsdamentes acél kocsiszekrényről kapta.

## Története
A Silberling kocsi a köznyelvi neve a Deutsche Bundesbahn regionális személykocsijainak. A típusból összesen több mint 7000 db-ot építettek 1963 és 1978 között. A kocsik közül majdnem mindegyik mostanra teljes korszerűsítésen ment keresztül - ezeket a modernizált egységeket széles körben a külső színeik után Mintling-ként, Grünling-ként (zöld) vagy Rotling-ként (piros) ismerik. A Bunt-ling kifejezést az összes felújított Silberling kocsira használják.

## Technikai adatok
| Típus      | Építés éve | Darabszám | Megjegyzés                                                                  |
| ---------- | ---------- | --------- | --------------------------------------------------------------------------- |
| ABn 703    | 1961–66    | 798       | 5 kocsi központi irányítással (ABnz 703), 20 kocsi többfeszültségű fűtéssel |
| ABnr 704   | 1965–67    | 34        |                                                                             |
| ABnrz 704  | 1968–77    | 380       |                                                                             |
| ABnrz 708  | 1977       | 1         | Karlsruher Versuchszug                                                      |
| Bn 719     | 1969–67    | 1070      |                                                                             |
| Bn 720     | 1961–63    | 1019      |                                                                             |
| Bnz 723    | 1965–66    | 30        | többfeszültségű fűtés                                                       |
| Bnrz 723   | 1966       | 40        |                                                                             |
| Bnrz 724   | 1969–70    | 180       | Tábori kórház kocsi, meredek tető                                           |
| Bnrz 724.1 | 1989/90    | 18        |                                                                             |
| Bnr 725    | 1966–68    | 190       |                                                                             |
| Bnrz 725   | 1967–77    | 449       |                                                                             |
| Bnrz 728   | 1977–80    | 100       | Meredek tető                                                                |
| Bnrz 729   | 1977       | 2         | Karlsruher Versuchszug                                                      |
| Bnrz 734   | 1977       | 1         | Karlsruher Versuchszug                                                      |
| BDnf 735   | 1978–82    | 71        | Vezérlőkocsi                                                                |
| BDnf 738   | 1961–64    | 229       | Vezérlőkocsi első utasajtóval, 20 kocsi többfeszültségű fűtéssel            |
| BDnrzf 739 | 1969       | 40        | Vezérlőkocsi első utasajtóval, a vezetőállást később eltávolították         |
| BDnrzf 740 | 1971–77    | 310       | Vezérlőkocsi, model Karlsruhe                                               |
| BDn 742    | 1961–64    | 29        | nincs vezetőállás, 20 kocsi többfeszültségű fűtéssel                        |

Jelmagyarázat:
- z: központi irányítás
- r: tárcsafék